# ماه‌منیر مولایی‌راد

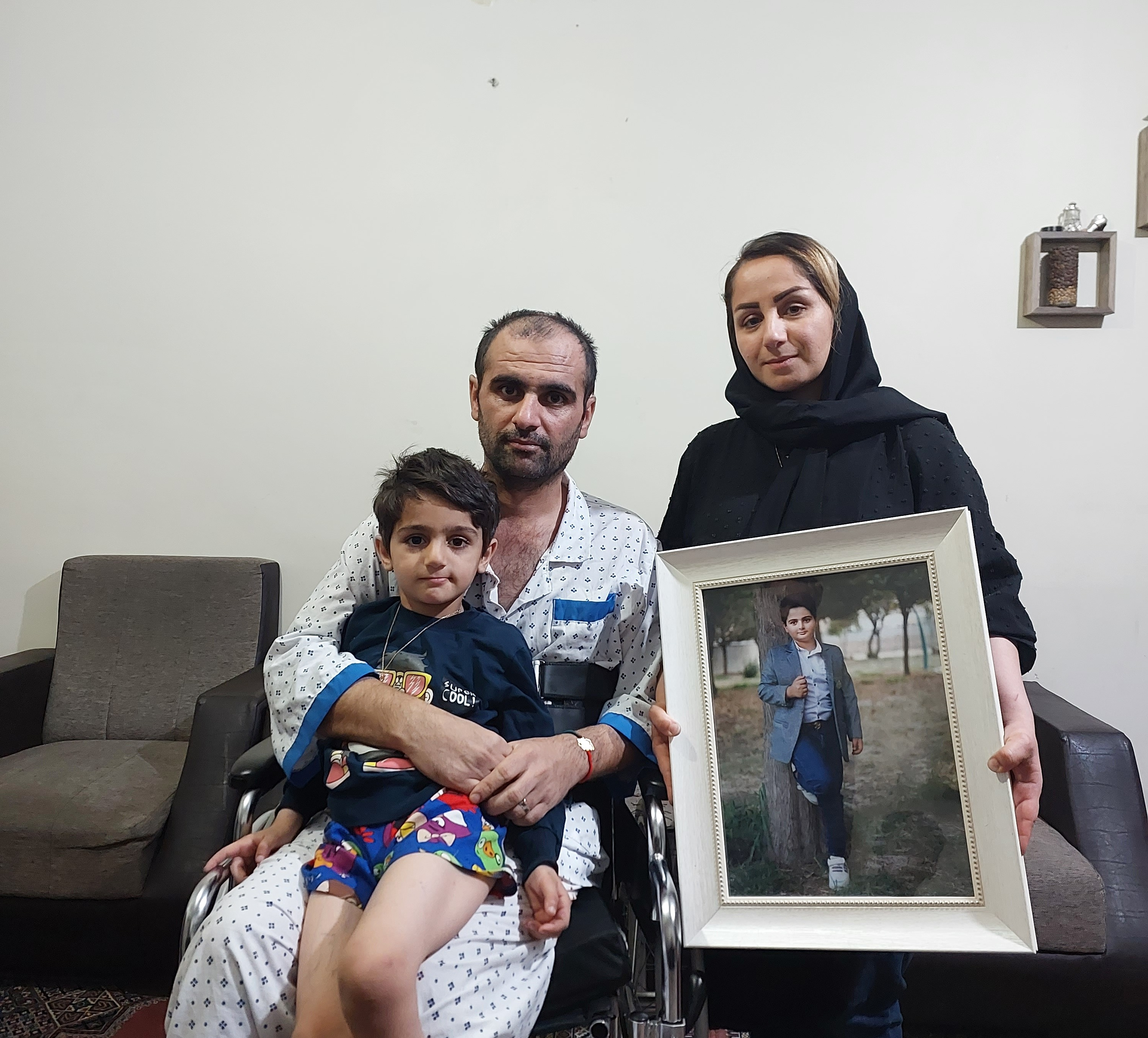
زینب مولایی‌راد با قاب عکسی از کیان در کنار همسرش میثم پیرفلک و رادین فرزند دیگرش

ماه‌منیر (زینب) مولایی‌راد، آموزگار و شهروند ایرانی اهل ایذه و از مادران دادخواه است. کیان پیرفلک فرزند او بود که در جریان حمله به بازار ایذه توسط مأموران جمهوری اسلامی کشته شد. او بعد از حوادث دهمین سالگرد تولد کیان، حبس خانگی شد.
مولایی‌راد در ماه‌های پس از کشته شدن فرزندش همواره مسئولیت قتل کیان را متوجه مأموران حکومت جمهوری اسلامی دانسته است. در مراسم خاکسپاری فرزندش روایت مقام‌های جمهوری اسلامی از کشتار در ایذه را زیر سؤال برده و آنها را به دروغگویی متهم کرد.
او که از نسل جدید مادران دادخواه است هیچ‌گاه حاضر نشد در مقابل فشارها، تهدیدها و روایت حاکمیت کوتاه بیاید و به نمادی از دادخواهی و تداوم مبارزه آزادی‌خواهانه تبدیل شد. پس از قتلِ کیان، محدودیت‌هایی در زندگیِ وی اعمال شد و از سویِ رسانه‌هایِ وابسته به حکومت، موردِ حمله و تحتِ فشار قرار گرفت.

## کشته‌شدن کیان
۲۵ آبان ۱۴۰۱ و در بحبوحه خیزش اعتراضی ایران، خانواده پیرفلک در خودروی خود به جمع مأموران برمی‌خورند و خودروی آنها توسط مأموران به رگبار بسته می‌شود؛ در این میان، کیان پیرفلک کشته می‌شود و میثم پیرفلک هم به شدت مجروح می‌شود. اما منابع نزدیک به نظام، کیان را قربانی حمله تروریستی معرفی می‌کنند. کشته شدن کیان موجی از واکنش را در فضای مجازی و در میان چهره‌های مشهور به وجود آورد.
در روزهایی که میثم پیرفلک، پدر کیان بر اثر اصابت گلوله در کُما به سر می‌برد، این ماه‌منیر است که دادخواهی فرزندشان را پیش می‌برد. مادر کیان  به‌دلیل هراس از ربودن پیکر فرزندش، جنازه او را به سردخانه تحویل نمی‌دهد و تا روز خاکسپاری در کیسه‌های یخ در منزل شخصی نگه می‌دارد. پیکر کیان روز جمعه ۲۷ آبان با حضور گسترده مردم ایذه و با شعارهایی علیه نظام جمهوری اسلامی و سید علی خامنه‌ای به خاک سپرده می‌شود.
ماه‌منیر مولایی‌راد، در مراسم خاکسپاری کیان روایت مقام‌های جمهوری اسلامی از کشتار در ایذه را زیر سؤال برده و آنها را به دروغگویی متهم می‌کند و می‌گوید لباس‌شخصی‌ها خودروی آن‌ها را در زمان عبور از خیابان به رگبار بستند. به گفته او، سه نفر از نیروهای لباس‌شخصی ماشین آنها را در مقابل ساختمان هلال احمر شهر ایذه به رگبار بستند. او همچنین گزارش می‌کند که مأموران به آنها توصیه کردند که به سمت معترضان نروند و پس از دور زدن ماشین، ماشین را به رگبار بستند.

او در مراسم خاکسپاری کیان شعری علیه سید علی خامنه‌ای خواند که به سبک شعر کودکانه ایرانی گفته شده است: 
«اَتَل متل توتوله، آسِدعلی چه‌جوره؟ یه ریش داره تا سینه، سینهٔ پُر زِ کینه؛ قلبش مثالِ سنگه، حرف‌هاش همه جفنگه»
انتشار سخنان ماه‌منیر مولایی‌راد در شبکه‌های اجتماعی  ازجمله توییتر باعث شد تا روایت رسمی در مقابل روایت مادر رنگ ببازد و روایت او غالب شود. او در ماه‌های بعد از کشته‌شدن کیان در صفحه اینستاگرام خود فعال بوده و به‌طور روزانه تصاویری از فرزندش منتشر می‌کند.
حکومت جمهوری اسلامی هیچ‌گاه مسئولیت کشته شدن کیان پیرفلک و شش شهروند دیگر در ایذه به دست نیروهای امنیتی را نپذیرفت و با بازداشت و محاکمه افرادی دیگر  ازجمله مجاهد کورکور، آنها را به عنوان «عوامل حمله تروریستی» به بازار شهر ایذه و قاتل معترضان معرفی کند. مجاهد کورکور توسط قوه قضائیه به اتهام «محاربه و افساد فی‌الارض» به اعدام محکوم شد. ماه‌منیر مولایی‌راد پیش از صدور حکم اعدام، با انتشار عکسی به همراه مادر مجاهد کورکور از او حمایت کرد و نوشت که «قتل فرزندش کار او نیست».

### فعالیت رسانه‌ای
پس از کشته‌شدن کیان، ماه‌منیر مولایی‌راد در صفحه اینستاگرام خود فعال بوده و به‌طور روزانه تصاویری از حضور مردم در آرامگاه فرزندش را منتشر می‌کرد. از سالروز تولد فرزندش در ۲۱ خرداد ماه و پس از کشته شدن پسر عموی ۲۱ ساله‌اش این فعالیت‌ها با فشار نیروهای امنیتی جمهوری اسلامی متوقف شد.
مولایی‌راد فقط یک روز پس از کشته شدن پسر عمویش، پویا مولایی‌راد، فقط یک پست با تصویر او در صفحه اینستاگرام خود منتشر کرد و نوشت «جاویدنام پویا مولایی‌راد، متولد ۴ مرداد ۱۳۸۱». پس از آن صفحه اینستاگرام او با بیش از ۵۰۱ هزار دنبال‌کننده از دسترس خارج شد.

## محدودیت‌ها و فشارها
او دبیرِ گرافیکِ هنرستان و معلم رسمی با پنج سال سابقهٔ کار در آموزش و پرورش بود. پس از کشته‌شدن کیان، از حضور در محل کارش در هنرستان فاطمیهٔ ایذه منع و ممنوع‌الکار شد. در ۶ بهمن ۱۴۰۱، برای او و میثم پیرفلک احضاریه قضایی صادر شد.

### اعتراف تلویزیونی
اعترافات تلویزیونی مولایی‌راد همان شب مراسم خاک‌سپاری کیان از صدا و سیمای مرکز خوزستان پخش شد. او در حالی که به شدت مضطرب و نگران به نظر می‌رسید، ویدیو تقطیع شده و صحبت‌هایش ضدونقیض بود، بدون اشاره به اینکه چه کسی به خودروی آنها تیراندازی کرد تنها گفت پسرش در نتیجه «تیراندازی» کشته شد و شعرخوانی در مراسم خاکسپاری را انکار کرد.
اعتراف تلویزیونی او در حالی از صدا و سیما پخش شد که حجت‌الله درویش‌پور، نماینده پیشین ایذه در برنامه خبری شبکه خبر، روایت اولیه مادر کیان پیرفلک از به رگبار بستن خودروی آنها توسط پلیس را تأیید کرده بود. نزدیکان خانواده کیان بعداً تأکید کردند مصاحبه ماه‌منیر مولایی‌راد با اصرار مقام‌های امنیتی استان خوزستان اخذ شده و از او خواسته‌اند در ازای مجوز جراحی همسرش ویدیویی مبنی بر تکذیب سخنان‌اش در مراسم خاک‌سپاری کیان منتشر کند.
بعد از برگزاری مراسم سالگرد دهمین سال تولد کیان پیرفلک، شبکه یک بار دیگر اعترافات جدیدی از او منتشر کرد. ماه‌منیر مولایی‌راد با اینکه مقابل دوربین صدا و سیما در انظار عمومی قرار گرفت، اما حاضر به تغییر روایت خود نشد و همچنان تأکید کرد پلیس به سمت خودروی آنها تیراندازی کرده است.

### سالگرد تولد کیان
کیان پیرفلک در حالی که تنها ۹ سال و ۵ ماه داشت کشته شد. ۲۱ خرداد ۱۴۰۲ تولد او بود و ماه‌منیر مولایی‌راد از مدت‌ها قبل خبر از برگزاری تولد جهانی کیان داده بود. تولد کیان بر اساس فراخوان او به یک فستیوال جهانی بدل شد. بسیاری از ایرانیان روز ۱۰ ژوئن ۲۰۲۳ در شهرها و کشورهای مختلف جهان به یاد کیان پیرفلک دور هم جمع شدند و تولد او را جشن گرفتند.
در حالی که تنها یک هفته به تولد کیان پیرفلک باقی مانده بود، ماه‌منیر مولایی‌راد در پستی اینستاگرامی خبر داد که نیروهای امینی به منزل یکی از دوستان خانوادگی آنها که وسایلی برای درست کردن یادگاری‌های تولد جهانی کیان را درست کرده بودند را با خود بردند. او نوشت «مزدورای بدبخت شما از تولد بچه ۱۰ ساله هم می‌ترسید…»
با نزدیک شدن به تولد کیان پیرفلک، فشارهای امنیتی بر خانواده او افزایش پیدا می‌کرد. روز تولد کیان پیرفلک نیروهای امنیتی مسیرهای منتهی به روستای پرچستان، محل دفن کیان را مسدود کردند. عصر همان روز پویا مولایی‌راد، پسر عموی ماه‌منیر مولایی‌راد طی تصادفی که گفته شد سر یک پیچ و به علت سرعت بالا بوده، با یک افسر نیروی انتظامی به نام محمد قنبری تصادف کرد که به کشته شدن او متنهی شد.
پویا مولایی‌راد بر اثر تیراندازی نیروهای امنیتی کشته شد و رسانه‌های حکومتیِ ایران با ارائه روایت رسمی از دلیل بروز تیراندازی مدعی شدند ابتدا به نیروهای انتظامی با خودرو به شکل «عمدی» حمله شده و آنها در واکنش، به مهاجم تیراندازی کردند. در پی کشته‌شدن پویا مولایی‌راد وضعیت شهر ایذه به شدت امنیتی شد و شماری از رسانه‌های جمهوری اسلامی و اکانت‌های حکومتی به‌طور گسترده دست به پرونده سازی برای ماه‌منیر مولایی‌راد زدند.  ازجمله نورنیوز و خبرگزاری تسنیم تلاش کردند تا ماه‌منیر مولایی‌راد را مسئول کشته شدن یک مأمور پلیس و او را بسترساز رویدادهای سالروز تولد کیان معرفی کنند.
پس از سالگرد تولد کیان پیرفلک هیچ خبری از ماه‌منیر مولایی‌راد در دست نیست و به نظر می‌رسد او و خانواده‌اش از دسترسی به وسایل ارتباطی محروم‌اند. اتحادیه آزاد کارگران ایران گزارش کرد که او در حبس خانگی است و نیروهای امنیتی جمهوری اسلامی خانه‌اش را محاصره کرده و تمام وسایل ارتباطی را از خانواده پیرفلک گرفته‌اند. هم‌زمان سجاد پیرفلک، عموی کیان، خبرهای مربوط به حصر خانگی را تکذیب کرد.
نیروهای امنیتی جمهوری اسلامی به مدت ده روز از تحویل پیکر پویا مولایی‌راد به خانواده‌اش برای خاکسپاری امتناع کردند و تحویل پیکر پویا مولایی‌راد را به سکوت ماه‌منیر مولایی‌راد و عدم فعالیت او در فضای مجازی مشروط کردند. چهارشنبه ۳۱ خرداد ۱۴۰۲، پیکر پویا مولایی‌راد در فضایی به شدت امنیتی و در آرامستان روستای اکبرآباد ایذه، به خاک سپرده شد. ماه‌منیر مولایی‌راد در مراسم یادبود پویا مولایی‌راد که ۱ تیر ۱۴۰۲ در آرامستان روستای اکبرآباد شهر ایذه در فضایی به شدت امنیتی برگزار شد، حضور داشت.